# Morinia proceripenisa
Morinia proceripenisa är en tvåvingeart som beskrevs av Feng 2004. Morinia proceripenisa ingår i släktet Morinia och familjen spyflugor. Inga underarter finns listade i Catalogue of Life.